# Rafał Milanowski
Rafał Hubert Milanowski – polski biolog, dr hab. nauk biologicznych, pracownik naukowy Instytutu Biologii Ewolucyjnej Wydziału Biologii Uniwersytetu Warszawskiego.

## Życiorys
W 2004 r. obronił pracę doktorską pt. Filogeneza euglenin (Euglenophyceae) i ewolucja ich chloroplastów w świetle analizy znaczników molekularnych, w 2019 r. habilitował się na podstawie pracy zatytułowanej Ewolucja i charakterystyka intronów niekonwencjonalnych w genach jądrowych euglenin. Pracował na stanowisku adiunkta w Instytucie Botaniki na Wydziale Biologii Uniwersytetu Warszawskiego.
Należy do Rady Dyscypliny Naukowej – Nauk Biologicznych Uniwersytetu Warszawskiego. 